# Supercopa de España femenina de balonmano
Supercopa de España femenina de balonmano (deutsch etwa: spanischer Handball-Supercup im Frauenhandball) ist der Name eines spanischen Pokalwettbewerbs im Frauen-Handball. Veranstaltet wurde der Wettbewerb von der Real Federación Española de Balonmano.
Im Wettbewerb, der bis 2022 jeweils im September vor der neuen Saison ausgespielt wurde, trat der Sieger der División de Honor, der spanischen Meisterschaft, gegen den Gewinner des Pokalwettbewerbs Copa de la Reina an. Seit 2023 wird stattdessen die Supercopa Ibérica ausgespielt.

## Geschichte
Die Supercopa de España wurde erstmals im Jahr 2000 und letztmals im Jahr 2022 ausgetragen. Der entsprechende Wettbewerb im Männerhandball, die Supercopa de España, wurde seit 1985 ausgespielt.
Das erste Team, das den Wettbewerb gewann, war El Osito L'Eliana. Mit acht Siegen ist Balonmano Bera Bera Rekordpokalsieger.

### Spielzeiten
| Saison    | Nr.               | Austragungsort, Datum          | Sieger                                     | Ergebnis                   | Finalist                    | Zuschauer         |
| --------- | ----------------- | ------------------------------ | ------------------------------------------ | -------------------------- | --------------------------- | ----------------- |
| 1999/2000 | 01                | Arroyomolinos 12. Oktober 2000 | CBM Mar Valencia-Milar L'Eliana (1. Titel) | 28:27 (15:12) Spielbericht | Ferrobús Mislata            |                   |
| 2000/2001 | nicht ausgetragen | nicht ausgetragen              | nicht ausgetragen                          | nicht ausgetragen          | nicht ausgetragen           | nicht ausgetragen |
| 2001/2002 | 02                | Picaña                         | CBM Mar Valencia-Milar L'Eliana (2. Titel) | 29:25                      | Ferrobús Mislata            |                   |
| 2002/2003 | 03                | Aspe                           | CBM Mar Valencia-Milar L'Eliana (3. Titel) | 36:34                      | Alsa Elda Prestigio         |                   |
| 2003/2004 | 04                | Valencia                       | Ferrobús Mislata (1. Titel)                | 32:31                      | Alsa Elda Prestigio         |                   |
| 2004/2005 | 05                | Alicante                       | Orsan Elda Prestigio (1. Titel)            | 21:20                      | Cementos La Unión Ribarroja |                   |
| 2005/2006 | 06                | Elda                           | Astroc Sagunto (4. Titel)                  | 32:30                      | Orsan Elda Prestigio        |                   |
| 2006/2007 | 07                | Torrent                        | Cementos La Unión Ribarroja (1. Titel)     | 25:22                      | Akaba Bera Bera             |                   |
| 2007/2008 | 08                | San Sebastián                  | Akaba Bera Bera (1. Titel)                 | 21:18                      | Cementos La Unión Ribarroja |                   |
| 2008/2009 | 09                | Elda                           | Orsan Elda Prestigio (2. Titel)            | 25:22                      | Parc Sagunt                 |                   |
| 2009/2010 | 10                | San Sebastián                  | Itxako Reyno de Navarra (1. Titel)         | 24:23                      | Akaba Bera Bera             |                   |
| 2010/2011 | 11                | Logroño 4. September 2010      | Itxako Reyno de Navarra (2. Titel)         | 28:21 (10:10)              | Club Balonmano Mar Alicante | 0600              |
| 2011/2012 | 12                | Elda 4. September 2011         | Asfi Itxako (3. Titel)                     | 31:16 (17:06)              | Elda Prestigio              |                   |
| 2012/2013 | 13                | San Sebastián                  | BM Bera Bera (2. Titel)                    | 42:18                      | Asfi Itxako                 |                   |
| 2013/2014 | 14                | San Sebastián                  | BM Bera Bera (3. Titel)                    | 25:24 (12:13) Spielbericht | Rocasa Gran Canaria         |                   |
| 2014/2015 | 15                | Guadalajara 4. September 2014  | BM Bera Bera (4. Titel)                    | 23:20 (10:09) Spielbericht | Rocasa Gran Canaria         |                   |
| 2015/2016 | 16                | San Sebastián                  | BM Bera Bera (5. Titel)                    | 18:17 (09:06) Spielbericht | Rocasa Gran Canaria         |                   |
| 2016/2017 | 17                | Pamplona                       | BM Bera Bera (6. Titel)                    | 32:21 (12:13) Spielbericht | BM Zuazo                    | 2000              |
| 2017/2018 | 18                | Vigo 2. September 2017         | Rocasa Gran Canaria (1. Titel)             | 28:26 (14:10) Spielbericht | CB Atlético Guardés         | 0600              |
| 2018/2019 | 19                | Gijón 1. September 2018        | Super Amara Bera Bera (7. Titel)           | 25:17 (10:07)              | Liberbank Gijón             | 2000              |
| 2019/2020 | 20                | Éibar 31. August 2019          | Rocasa Gran Canaria (2. Titel)             | 32:31 (15:11) Spielbericht | Super Amara Bera Bera       |                   |
| 2020/2021 | 21                | Málaga 31. Oktober 2020        | Rincón Fertilidad Málaga (1. Titel)        | 28:27 (12:09) Spielbericht | Super Amara Bera Bera       |                   |
| 2021/2022 | 22                | Torrelavega 4. September 2021  | CB Elche (1. Titel)                        | 23:18 (14:08) Spielbericht | Super Amara Bera Bera       |                   |
| 2022/2023 | 23                | Málaga, 18. Dezember 2022      | Super Amara Bera Bera (8. Titel)           | 26:25 (15:14) Spielbericht | Costa del Sol Málaga        | 1400              |